# Jan van der Heede
Jan Aertszn van der Heede (Driebruggen, 1610-begr. Amsterdam, 11 mei 1655), zoon van Aert Huigenszn en Margaretha Amelsdr van der Heede, was musketier bij de Amsterdamse schutterij van wijk II, Van der Heede is vereeuwigd op het wereldberoemde schilderij De Nachtwacht van Rembrandt van Rijn.
Van der Heede (met rood uniform) staat links voor op De Nachtwacht afgebeeld, terwijl hij zijn musket aan het laden is. Hij werd in 2009 door de Nederlandse historicus Bas Dudok van Heel op het schilderij geïdentificeerd. Zijn naam stond al op het schilderij vermeld, toen in of vlak na 1715 een schild met alle namen van degenen die voor hun weergave betaald hadden, op De Nachtwacht werd afgebeeld. Van beroep was hij handelaar in kruidenierswaren. 
Van der Heede werd op 11 mei 1655 begraven in de Oude Kerk te Amsterdam.